# Белополосая кобылка

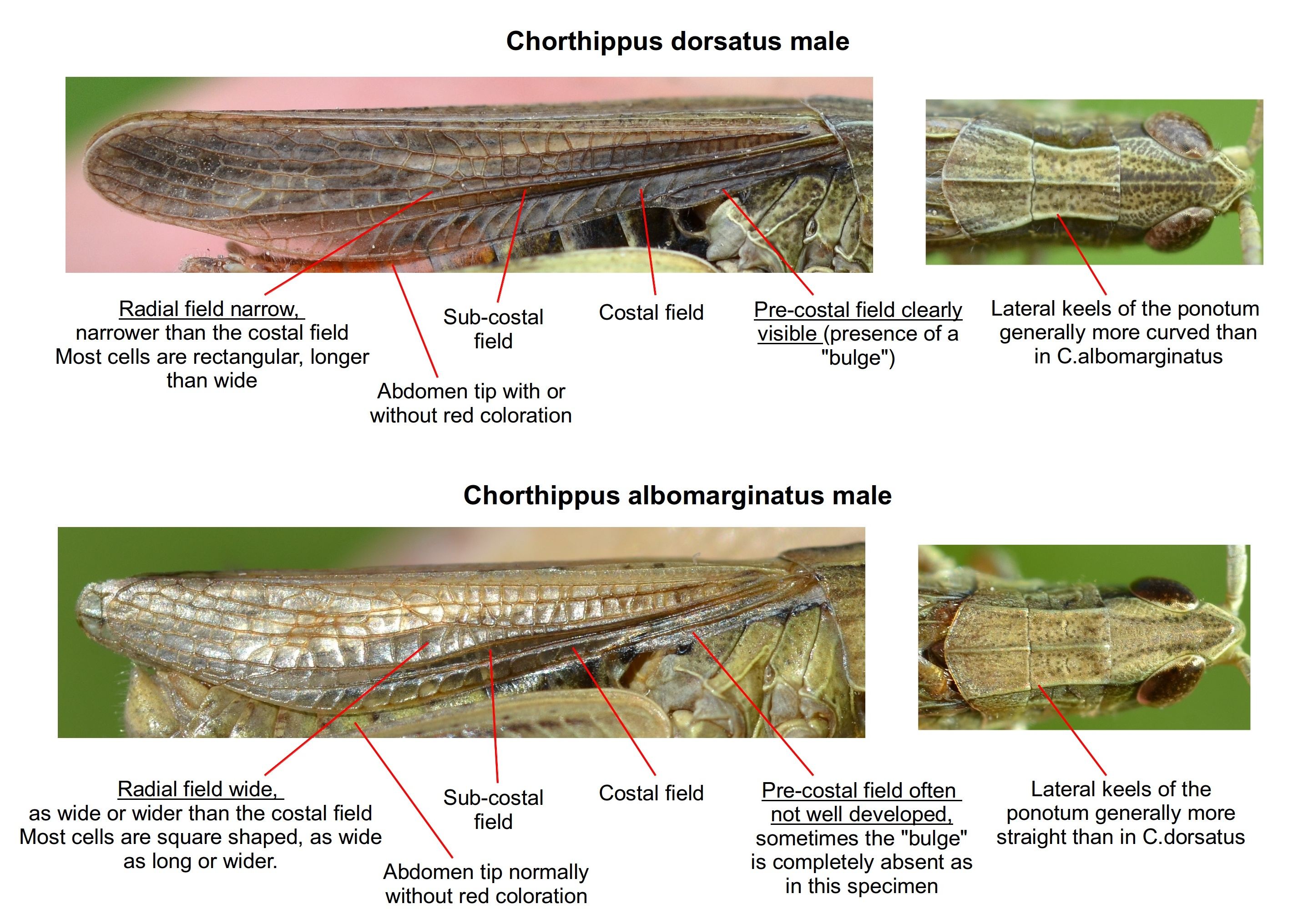
Сравнение строения самцов Chorthippus dorsatus и Chorthippus albomarginatus

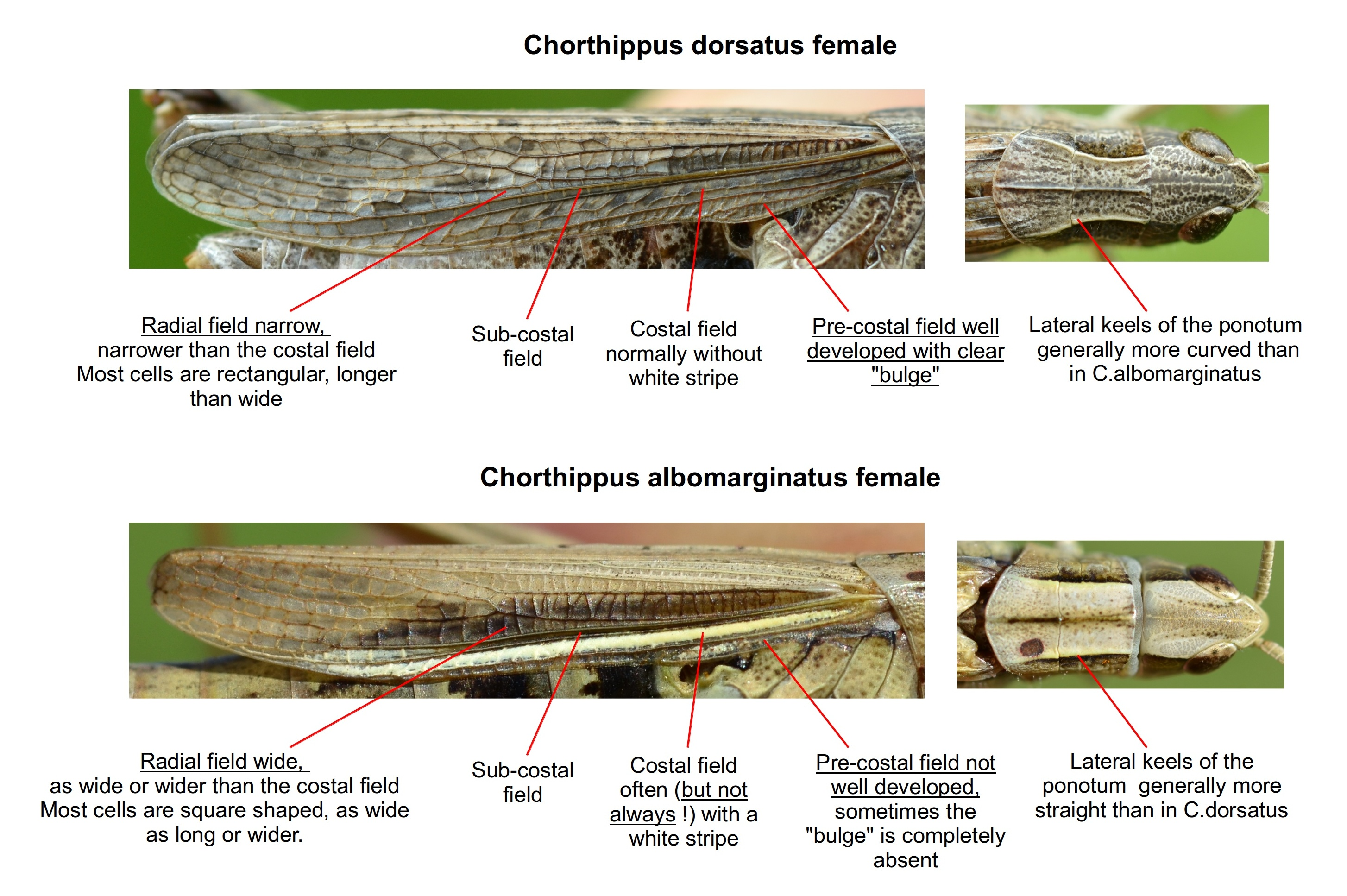
Сравнение строения самок Chorthippus dorsatus и Chorthippus albomarginatus

Белополосая кобылка, или стройная кобылка, полосатый конёк (лат. Chorthippus albomarginatus),   — широко распространенный вид коньков, обитающих в Европе, Сибири до Амура за вычетом Крайнего Севера, в Средней Азии, Монголии, на Кавказе. Водится севернее, чем большинство саранчовых. Часто наблюдается в степной и лесостепной зонах. Обитатель палеарктического региона.
Хортобионт. Любит густые заливные луга, но также попадается на солончаках и побережьях, предпочтения колеблются от почти заболоченных до довольно сухих почв. Легко переселяется на сельскохозяйственные поля с опушек и лугов.
Относится к нестадным видам саранчовых, старается не скучиваться с сородичами, не имеет стадной фазы изменчивости (лат. phasis gregaria), в отличие от саранчи.
В питании предпочитает злаки
Впервые упоминается в статье De Geer «In Mémoires pour servir à l’histoire des insectes.» Pierre Hesselberg, Stockholm. Vol. 3, 696 pp., 44 pls. (Карл де Гер «В Мемуарах, посвященных истории насекомых» издательства Пьера Хессельберга, Стокгольм, Т. 3, 696 страниц, 44-я страница)

## Внешний вид взрослой особи и личинок
Личинки внешне сходны со взрослыми особями, но не имеют развитых крыльев
Некрупный, стройный, обычно размером 1-2 см в длину.
От других видов легко отличить по характерным белым линиям на переднеспинке и темным голеням, за которые и получили своё название
Самец: надкрылья с узким длинным прекостальным полем, которое тонкой полоской далеко заходит за спину, нет ложной жилки на надкрылии.
Теменные ямки короткие: длина в 2.5-3 раза больше ширины в самой толстой её части.
Усики примерно в полтора раза длиннее головы.
Даже в случае, если нижняя часть задней голени черные, то 2 основных членика задней лапки и задние голени не черные, чаще всего — светлые.
Церки короткие, длина в 1.5 раза превышает ширину с самом толстом месте.
На анальной пластинке нет чёрной окантовки
Самка: У надкрылий нет ложной срединной жилки в кубитальном и срединном полях. По переднему крылу часто проходит непрозрачная желтовато-белая полоса у переднего края.
Костальное поле узкое, его наибольшая ширина такая же или превышающая не более чем на четверть ширину субкостального поля.
Усики чуть длиннее головы.
Задняя лапка целиком одного цвета, чаще светлая.
Усики у основания расширены и сплюснуты.
Самки, как правило, в полтора раза крупнее самца.
Окраска Белоокаймлённого Конька весьма разнообразна. Чаще всего это оттенки бурого, серого, зелёного или жёлтого цветов, но иногда встречаются розовые. Имеют характерные темные и светлые продольные полосы. Крылья прозрачные, без дополнительных оттенков.
В случае большой скученности может переходить из одиночной фазы (лат. phasis solitaria) в переходную (лат. phasis transiens) и стремиться рассредоточиться, вернувшись в одиночную фазу. Стадную фазу (лат. phasis gregaria), как и остальные коньки, не имеет. В разных фазах могут различаться окраска и форма тела. Личинки в одиночкой фазе имеют равномерную окраску, обычно одноцветную, зеленых и желтых оттенков. В переходной фазе появляются рыжие и черные пятна. Взрослые коньки, помимо окраски, в разных фазах имеют различное соотношение длины бедра и надкрылий — в переходной фазе различие сильнее. При скоплении сородичей коньки становятся активнее и тревожнее.
Более активен в теплую ясную погоду

Фотографии Белоокаймлённого Конька (Chorthippus albomarginatus)
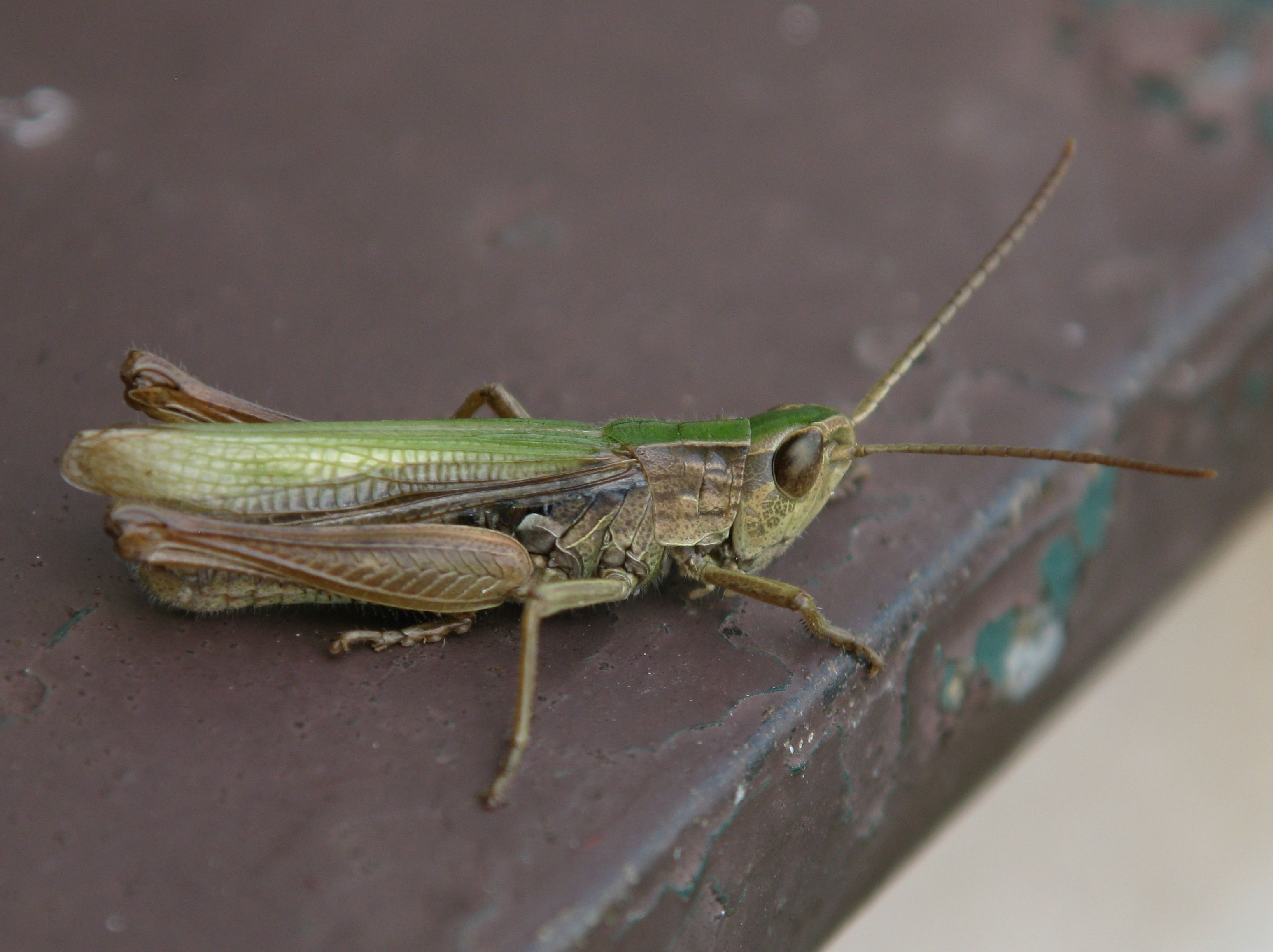
Самец Белоокаймлённого Конька (Chorthippus albomarginatus)
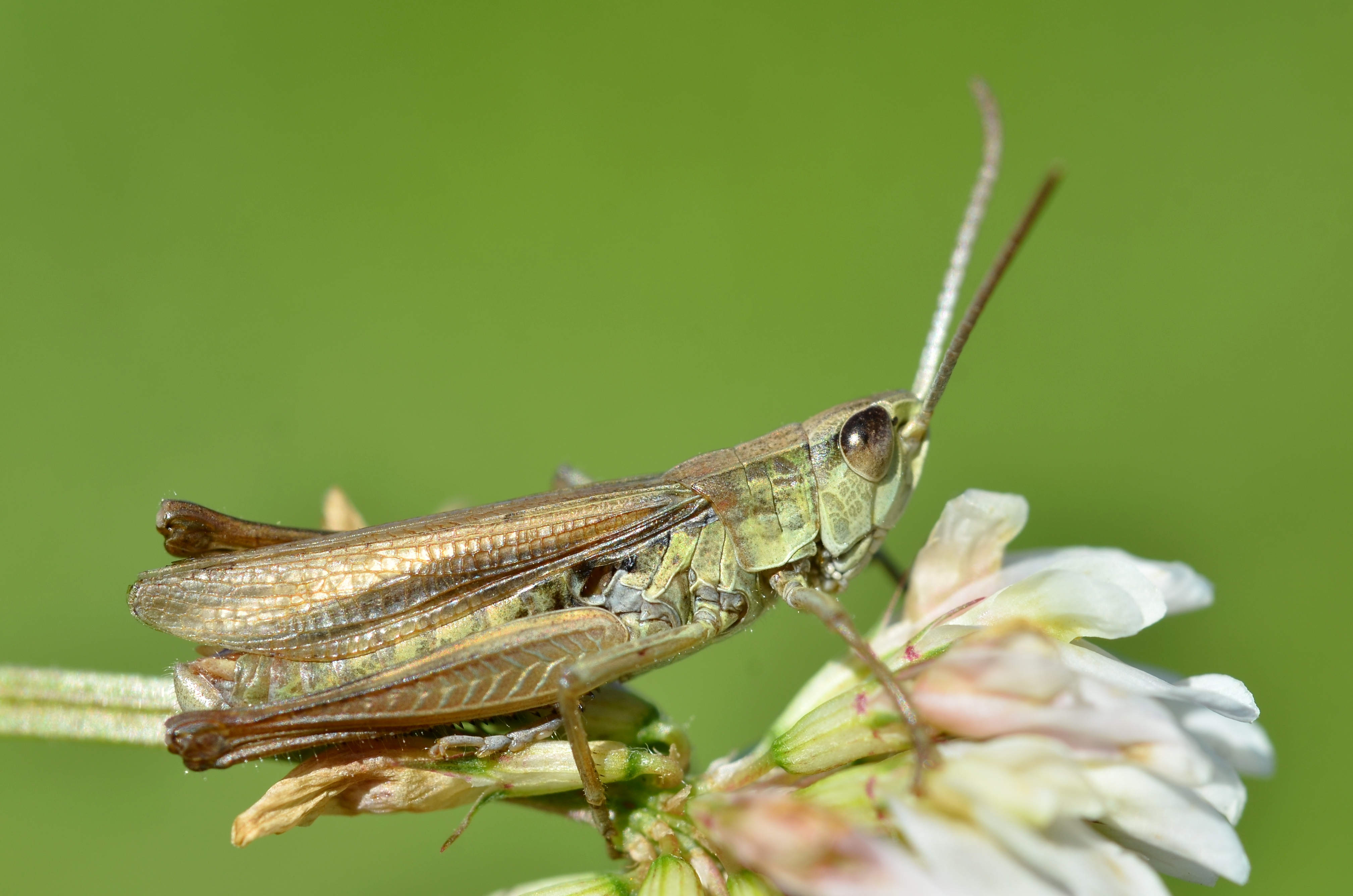
Самец Белоокаймлённого Конька (Chorthippus albomarginatus)
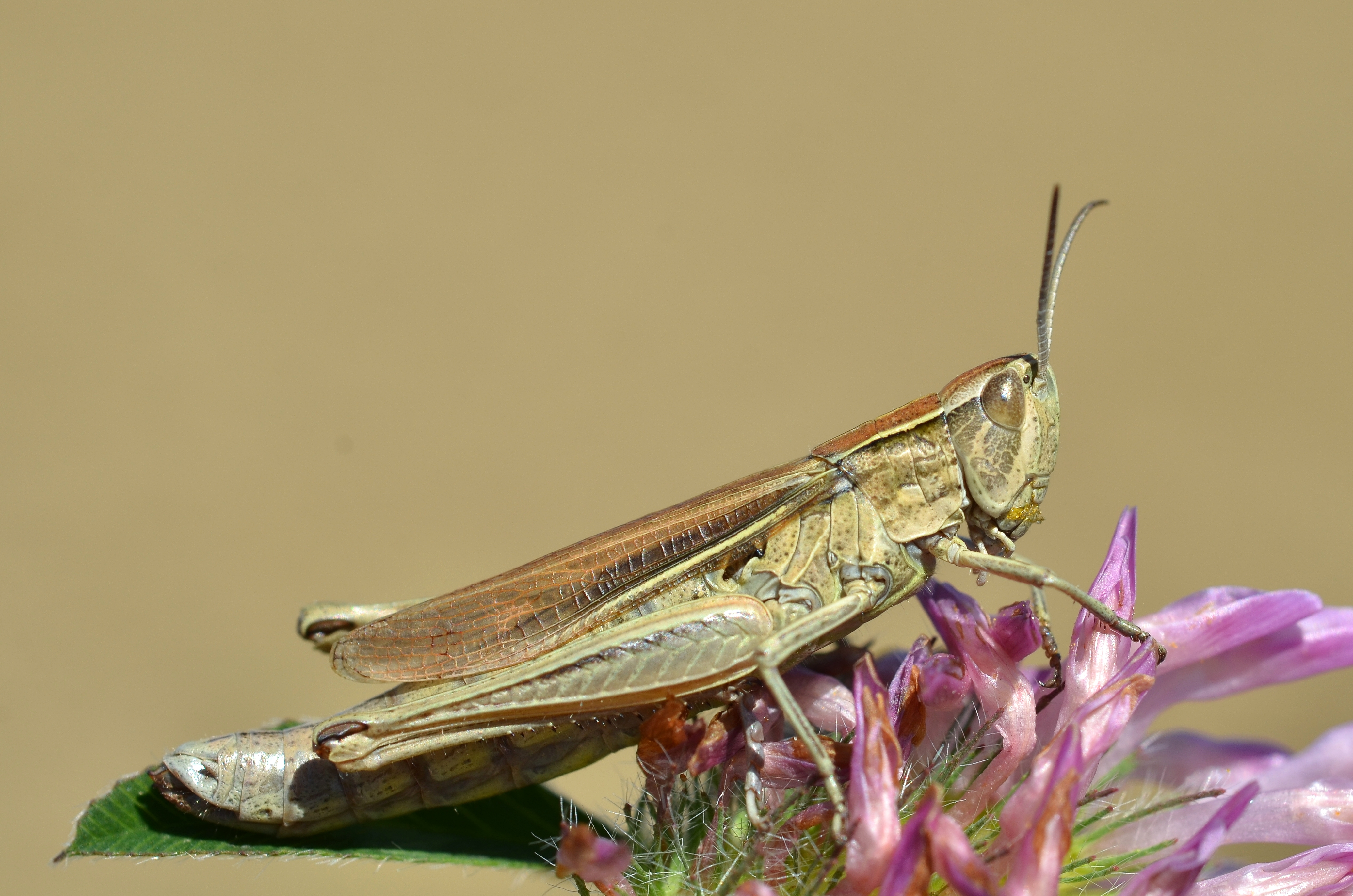
Самка Белоокаймлённого Конька (Chorthippus albomarginatus)
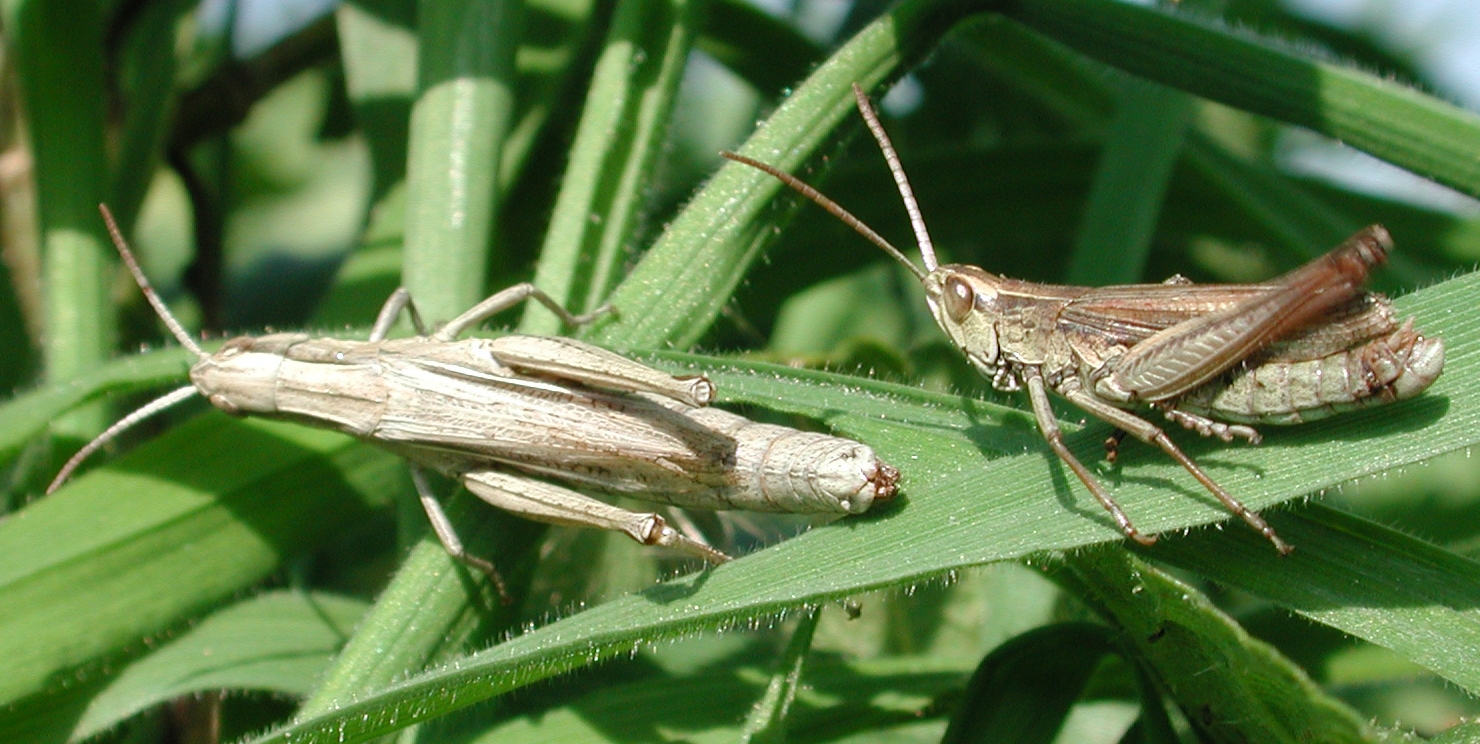
Самец и самка Белоокаймлённого Конька (Chorthippus albomarginatus)
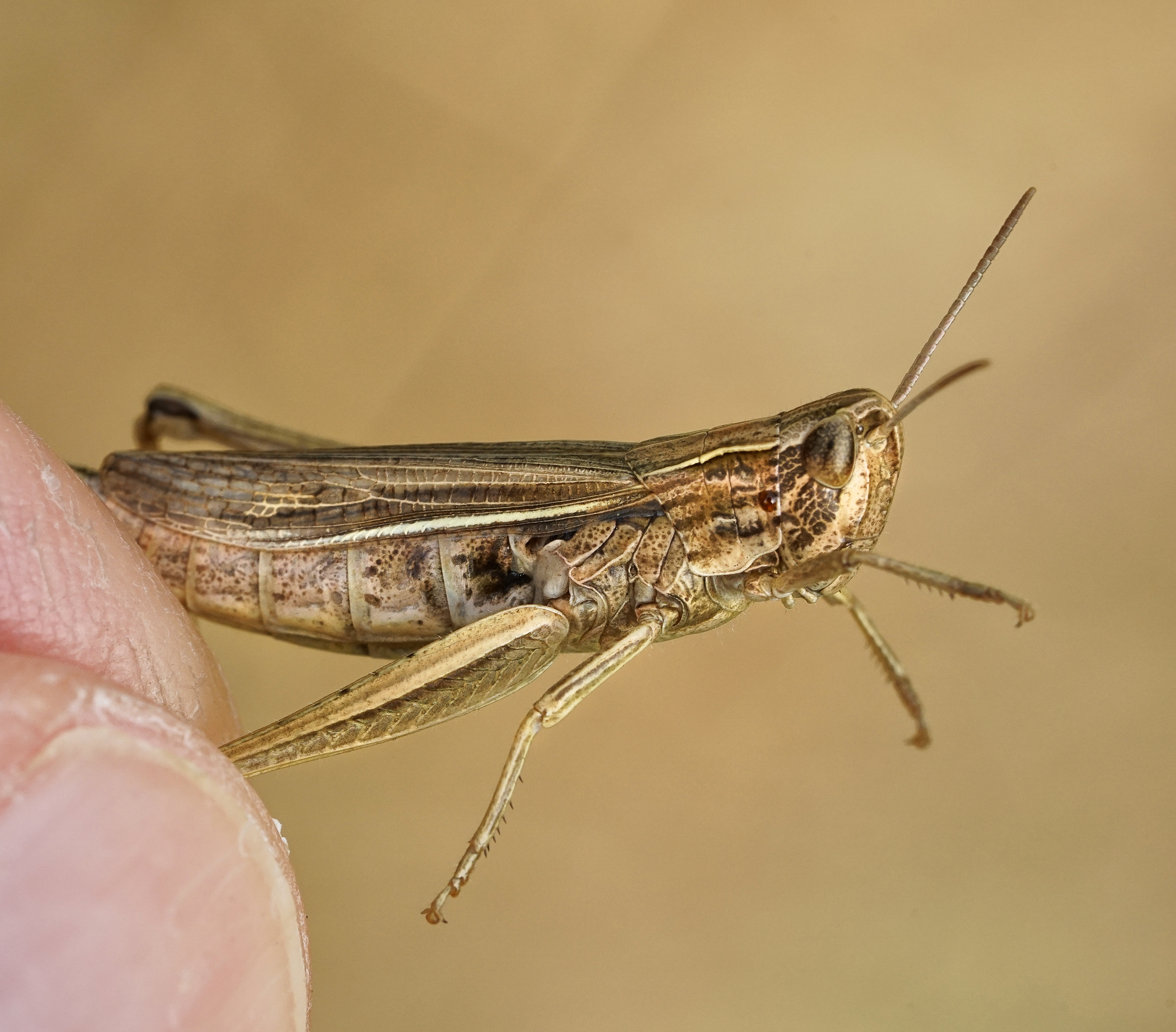
Белоокаймлённый Конёк (Chorthippus albomarginatus)
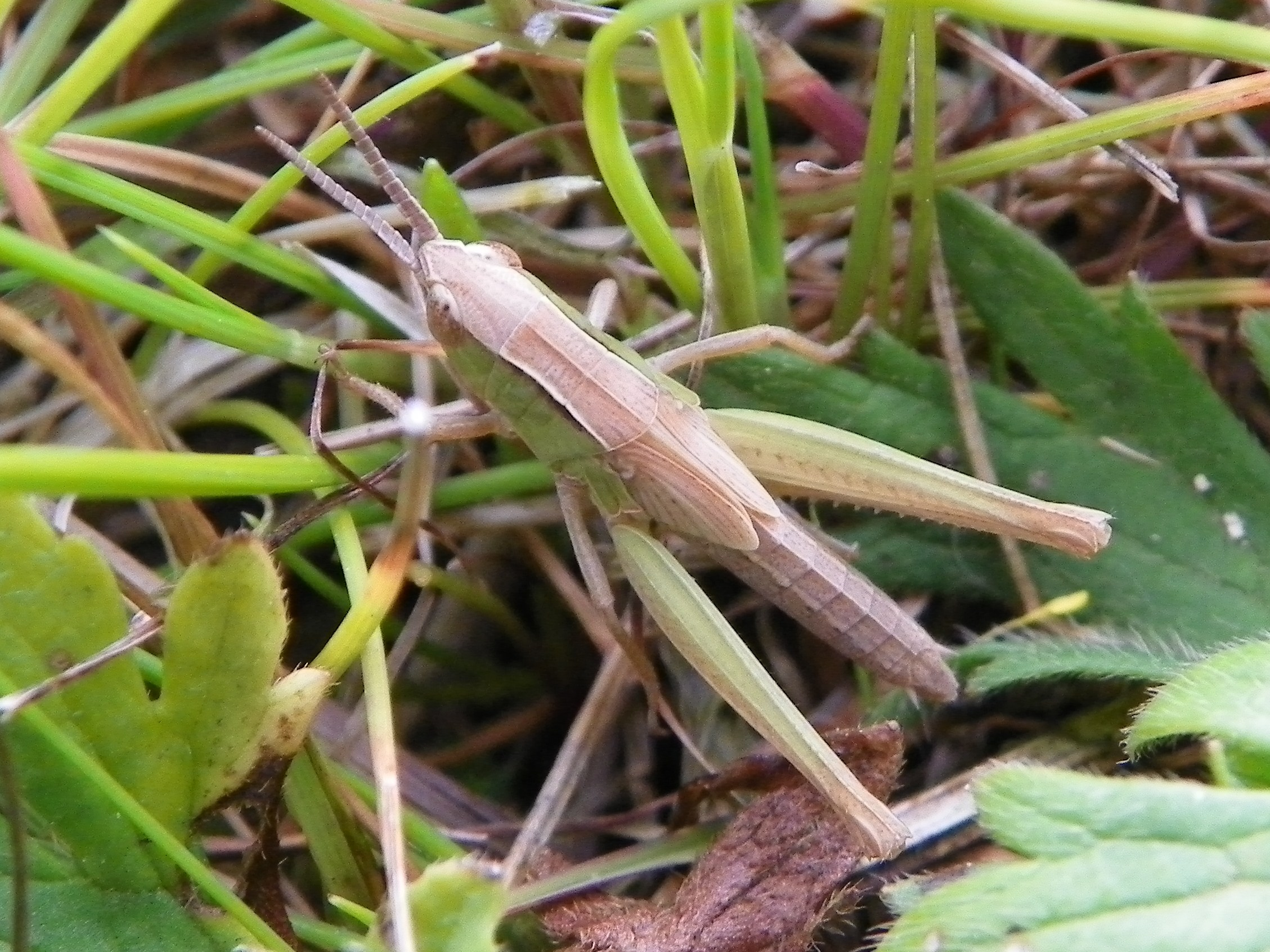
Белоокаймлённый Конёк (Chorthippus albomarginatus)
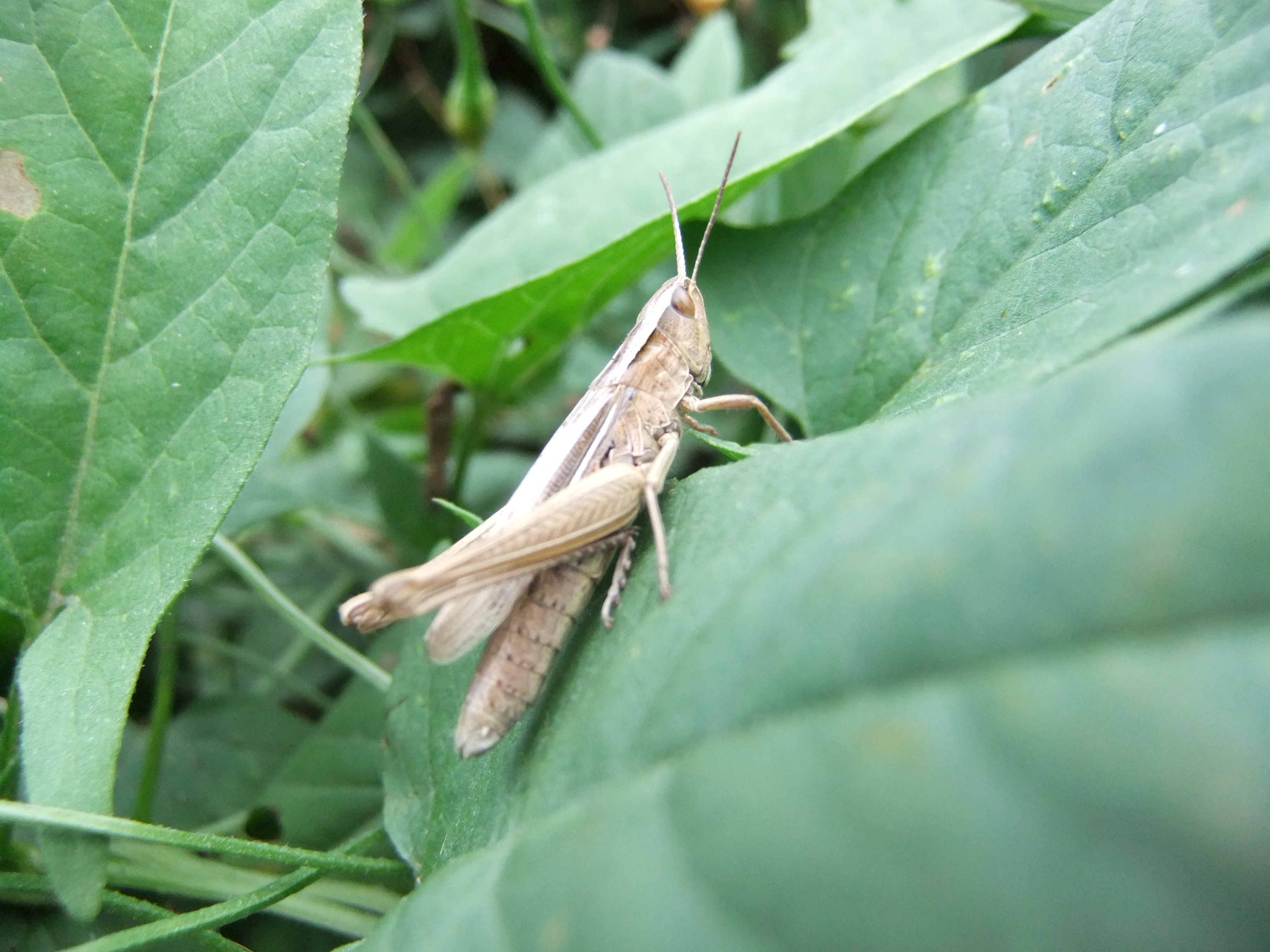
Самец Белоокаймлённого Конька (Chorthippus albomarginatus)
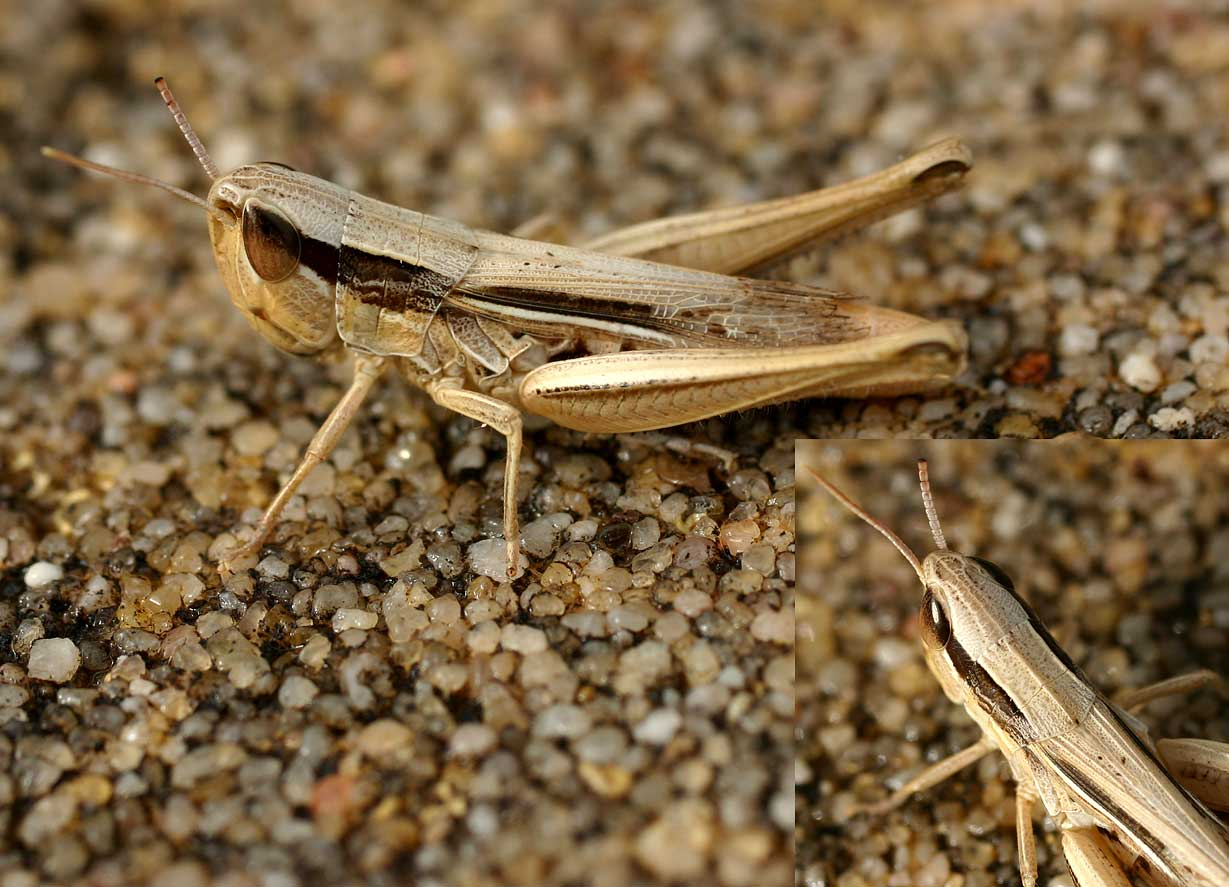
Белоокаймлённый Конёк (Chorthippus albomarginatus)

## Цикл жизни
Имеют неполное превращение и проходят следующие этапы в своей жизни: яйцо, личинка, взрослое насекомое.
Полный жизненный цикл одного поколения составляет один год, как и у большинства саранчовых, обитающих в местности с хорошо выраженной зимой.
Сроки всех стадий колеблются внутри вида в зависимости от климата и условий конкретного года.
Зимовка проходит в фазе яйца.
Конек Белоокаймлённый, как предпочитающий влажные почвы и заливные луга, обычно отрождается позже многих саранчовых. В конце весны и начале лета в зависимости от климата из яиц выходят личинки. Приблизительно через месяц-полтора личинка превращается во взрослую особь. Отрождение может происходить в разное время и к концу июня можно встретить как взрослых крылатых Белоокаймлённых Коньков, так и личинок разных возрастов
В середине и конце лета начинается откладывание яиц после спаривания.
В конце лета и осенью после спаривания и кладки яиц происходит массовое отмирание. В Британии активны до октября, в более холодных условиях завершают жизненный цикл раньше.

### Зимовка яиц
Самка роет в почве ямку и формирует специальную капсулу для яиц, в которой им предстоит зимовать. Её называют кубышкой. Кубышка — капсула с группой яиц саранчовых, полностью или частично погруженных в выделенный при яйцекладке застывший секрет самки.
Кладка производится в разнообразных почвах, из-за чего многие кубышки погибают из-за неподходящих их виду условий. Белоокаймлённый Конёк является представителем мезофильной стации ближе к влаголюбивой границе, предпочитает умеренно увлажненные мягкие почвы с обильной подстилкой.
Помимо характера самой почвы также на кладку влияет зимняя погода, способная сузить или расширить ареал благоприятной для выживания почвы. Часто самка предпочитает копать ямку у основания травинок. Ослабленные самки делают кубышки меньшего размера, тоньше и на меньшей глубине.
Одна самка обычно откладывает 1-3 кубышки, но в благоприятных и сытых условиях способна на большее количество кладок. В лабораторных условиях известны случаи до 22 успешных кладок одной самкой.

#### Кубышка
Форма кубышки у данного конька: толстая, короткая, слегка суженая с обеих концов. Напоминает небольшой мешочек
Цвет снаружи: бурый
Длина: 6—10.5 мм
Диаметр в самой широкой части: 3.5—5 мм
Сама кубышка сформирована из застывшей снаружи непрозрачной крупноячеистой пены, почти не смешанной с почвой. При повреждении стенка отрывается маленькими кусочками, сохраняя остальную часть неповрежденной.
Выходное отверстие на поверхность почвы: расположено наискосок, слегка вдавлено внутрь, закрыто бурой пленкой и, нередко присыпано крупинками земли. Формируется отдельно от стенок. Пленка при вскрытии отделится цельным диском.

#### Пенистая масса
Пенистая масса — вспененная при кладке яиц застывшая жидкость, выделенная самкой. Она обволакивает содержимое кубышки как мыльная пена, образуя мельчайшие изолированные воздушные камеры.
Пенистая масса внутри кубышки непрозрачная, эластичная, грубая. Снизу яиц мягкая. Вещество разделяет яйца между собой, образуя тонкий мелкоячеистый слой вокруг. Над яйцами пена становится крупнопенистой. Размер пены формируется самкой механически и стабилен внутри вида.
Снаружи масса создает вспененную пленку, в которую в том числе могут влипать кусочки почвы.
Цвет: коричневый, бурый, коричнево-рыжий. Цвет свежей пены отличается от того, какой она станет когда высохнет.

#### Кладка
Яиц в кубышке: 4—10 (чаще ближе к верхнему пределу)
Яйца лежат под очень острым углом к стенкам в 2—3 продольных ряда.

#### Яйцо
Гладкое, без неровностей и отростков, без ярко выраженной скульптуры хориона. Прямой или слегка изогнутый цилиндр, закругленный на концах. Нижний конец, как правило, чуть острее и имеет множественные микропиле — микроскопические отверстия. Под хорионом располагается желточная оболочка яйца.
Цвет: грязно-белый, серовато-белый, с сиреневым оттенком
Длина яйца: 3.6—4.9 мм
Толщина яйца: 1—1.5 мм

#### Зародыш
Начинает развитие сразу после кладки: формируются задатки головы и грудки в нижней части яйца у микропиле, формируются наружные признаки зародыша. Для этого нужна относительно высокая температура (25-30 °C) и умеренная влажность. Развитие замирает ещё до наступления холодов по мере снижения температуры — у зародыша наступает диапауза до поздней весны. В таком виде конёк наиболее устойчив к условиям окружающей среды.
Новая активность фиксируется уже после того, как кладка успешно перенесла зиму. Для того, чтобы яйцо могло выйти из диапаузы оно должно промерзнуть. Это предохраняет зародыш от преждевременного развития осенью. Это же приспособление может плохо сказаться на кубышках в условиях глобального потепления.
После того, как окружающая среда снова прогревается до высоких температур как в начале развития и наполняется высокой влажностью вокруг, зародыш разрастается и переворачивается головой вверх, ближе к выходу на поверхность.

### Личинка
Готовая к выходу на поверхность личинка имеет червеобразную форму и временный орган — пульсирующий шейный пузырь, которым личинка может раздвигать почву. Благодаря ему и извивающимся движениям тела будущий конёк выбирается на поверхность. Выбравшись из своего зимнего убежища, личинка тут же приступает к промежуточной линьке: теряет шейный пузырь и превращается в полноценную личинку первого возраста.
Конёк Белоокаймлённый имеет 4 возраста развития вместо пяти обычных для большинства саранчовых. Вторая и третья стадии развития объединяются в одну и считаются за второй возраст. Смена возраста подразумевает линьку, увеличение в размерах, увеличивается число члеников в усиках, сильно изменяются зачатки крыльев, концевые придатки брюшка, пропорции тела. Как правило, каждую линьку масса тела конька увеличивается приблизительно в 2 раза в идеальных условиях.
1 возраст: Усики состоят из 13 и меньше члеников. Зачатки крыльев либо отсутствуют, либо слегка оттягивают задний нижний угол заднеспинки.
2 возраст: Усики имеют 15-22 членика. Зачатки крыльев уже по бокам тела и хорошо заметны, на них активно развиваются жилки.
3 возраст: Усики имеют 21-25 члеников. Зачатки крыльев на спине — треугольные лопастинки. Пока что короче переднеспинки. Зачатки надкрылий уже и короче самих крыльев.
4 возраст: Усики имеют 23-26 члеников. Зачатки крыльев длиннее переднеспинки. Зачатки надкрылий догнали крылья в длине.

### Взрослая особь
После последней линьки личинка становится взрослой особью. Сразу после появления крылья короткие и сморщеные, но они быстро расправляются и обретают конечный вид.
Изменения в организме конька продолжаются, но уже не требуют радикальной смены формы. Часто это приводит к изменению окраски. Поскольку это часто зависит от влияния окружающей среды, скученности и пищи конька, то судить о виде чисто по цвету может быть опрометчиво — у одного и того же вида широкий диапазон возможной окраски и даже пропорций тела, пересекающейся с другими видами.
После взросления у коньков начинают развиваться половые железы и на это требуется некоторое время. Сразу после взросления они ещё не способны к спариванию.
С наступлением половой зрелости самцы начинают активно стрекотать. Пение Белоокаймлённого Конька похоже на стрекотание Обыкновенного Конька (лат. Chorthippus brunneus), но звучание мягче и с более длинными паузами. Песня состоит из 2-6 стрекотаний, каждый длиной с полсекунды.
У Белоокаймлённого Конька происходит сперматофорное оплодотворение.

## Питание
Злаковый хортобионт.
Только что вылупившиеся личинки имеют в кишечнике запас эмбрионального желтка и начнут питаться наравне со взрослыми только после его переваривания.
Аппетит коньков зависит от температуры тела и стадии развития особи. В жарком климате наиболее активны коньки в утренние и вечерние часы, когда тело насекомого уже хорошо прогрето солнцем, но жары нет. В пасмурные и холодные дни коньки более вялые и менее прожорливые
Перед линькой аппетит конька снижается вплоть до полного прекращения в момент самой линьки. После этого конёк постепенно выходит из голодовки. Таким образом коньки могут до 15 % времени своего развития не иметь потребности в еде.

## Подвиды
Chorthippus albomarginatus caliginosus (Mistshenko, 1951) является синонимом Chorthippus (Chorthippus) caliginosus (Mistshenko, 1951)
Chorthippus (Chorthippus) albomarginatus karelini (Uvarov, 1910) является синонимом Chorthippus karelini karelini (Uvarov, 1910)

### Chorthippus albomarginatus albomarginatus
Chorthippus (Chorthippus) albomarginatus подвид albomarginatus (De Geer, 1773) Номинативный подвид
Впервые упоминается у C. de Geer «In Mémoires pour servir à l’histoire des insectes.» Pierre Hesselberg, Stockholm. Vol. 3, 696 pp., 44 pls. (Карл де Гер «В Мемуарах, посвященных истории насекомых» издательства Пьера Хессельберга, Стокгольм, Т. 3, 696 страниц, 44-я страница)
Длина тела взрослого самца: 13-15 мм. Длина надкрылий: 10-12 мм.
Длина тела взрослой самки: 18-21 мм. Длина надкрылий: 13-15 мм.
Надкрылья с четкой S-образной изогнутой радиальной жилкой с наибольшим искривлением у вершины срединного поля. Надкрылья самки имеют широкое срединное поле: самая широкая часть срединного поля заметно превышает наиболее широкую часть кубитального поля.
Усики короткие, толстые, равномерные. У самца длина срединного членика усика в 1.25-1.75 раза больше ширины. У самки — в 1.25-1.5 раза.
Встречается во всей европейской части РФ за исключением Крайнего Севера и юго-востока, в Европе, в Северном Казахстане, Западной Сибири, Монголии.
Оказывает заметный вред злаковым культурам и сенокосным полям Западной Сибири, лугам Калининградской области и Европы.

### Chorthippus albomarginatusfuliginosus
Chorthippus albomarginatus подвид fuliginosus (Ivanov, 1888)
Впервые упоминается Ивановым П. В. в статье «Список прямокрылых (Orthoptera) окрестностей г. Купянска, с таблицей для различения семейств, родов и видов этих насекомых» в «Трудах Общества испытателей природы при Императорском Харьковском университете. 1888»
Chorthippus albomarginatus eucerus (Dovnar-Zapolskij, 1940) является синонимом Chorthippus albomarginatus fuliginosus (Ivanov, 1888) Этого Конька он описывает в работе: Довнар-Запольский Д. П. «Наблюдения за саранчовыми на Стрелецкой степи под Курском в 1936 г.» — Труды Центрально-Черноземного государственного заповедника, 1: 213—246, 1940 г.

### Chorthippus albomarginatushakkaricus
Chorthippus albomarginatus подвид hakkaricus (Demirsoy, 1979)
Впервые публикуется в 1979 году у Demirsoy, A. «Beiträge zur Kenntnis der Caeliferafauna Anatoliens: Neue Arten, Unterarten und Synonyme sowie für die Türkei neu festgestellte Arten» Entomologische Mitteilungen aus dem Zoologischen Museum Hamburg, 6(106), 267—285. (Али Демирсой «Вклад в знание фауны Caelifera Анатолии: новые виды, подвиды и синонимы, а также виды, впервые идентифицированные для Турции» Энтомологические сообщения Зоологического музея Гамбурга, № 6(106), стр.267-285)
Длина тела взрослого самца: 14-18 мм. Крыло у самца доходит только до кончика задней ноги.
Длина тела взрослой самки: 19-21 мм.
Цвет голени задней лапки от чёрной до коричневой. Цвет ступни задней лапки тоже чёрный.
Тело и апикальная часть крыла темные.
На надкрылии ширина продольной костальной жилки составляет 0.7-1 относительно субкостальной.
Особенность подвида: Если сравнивать его с Chorthippus karelini karelini (Uvarov, 1910) или Chorthippus albomarginatus albomarginatus, то этот подвид Белоокаймлённого Конька имеет укороченные крылья, узкую продольную костальную жилку, черные голени и темные кончики крыльев.

### Chorthippus albomarginatushyalolateralis
Chorthippus albomarginatus подвид hyalolateralis (Voroncovskij, 1928)
Впервые описал: Воронцовский П. А. «Материалы к познанию фауны Acridodea Оренбургского Края» — Известия Оренбургской станции защиты растений, 1: 5-25. Оренбург, 1928 год.
Отличие от Chorthippus albomarginatus albomarginatus: голова, грудь сочно-зеленые сбоку, боковые лопасти переднеспинки также ярко-зеленые.
Лоб, затылок, темя, верхняя часть переднеспинки: от красных до рыже-бурых.
Бедра задних лап зеленые. Наружная сторона бедра может быть зелёной, красно-желтой, чёрной.
У самки на плечевом поле белая продольная полоса.

## В сельском хозяйстве
Белоокаймлённый Конёк является заметным вредителем для сельского хозяйства. Он повреждает многие злаковые, бахчевые, овощные и технические культуры, а также сено и пастбища.
Основной способ борьбы на данный момент является обработка инсектицидом широкого действия контактно-кишечного действия из класса пиретроидов или из класса фосорганических соединений.
Также частично помогает распашка земли с переворачиванием пласта и обработка обочин дисковой бороной для разрушения кубышек конька.

#### Учёт
Подсчет количества насекомых ведется в зависимости от времени года: осенью и ранней весной по кубышкам, в весенне-летний период по личинкам, летом — по взрослым особям. Контрольным считается весенний подсчет успешно перезимовавших кубышек.
Если участок заражен сильно, то подсчет ведется по количеству особей на 1 квадратный метр. В ином случае — по количеству попавших в поле зрения. Обследующий намечает маршрут и через равные промежутки расстояния примерно подсчитывает, сколько спугнул саранчовых с выбранного квадрата. Экономически вредоносным считается, если в период роста растений на поле оказалось более 5-10 представителей саранчовых, включая и белоокаймлённого Конька